# Dan Westover
Daniel „Dan“ Westover (* 10. März 1974 auf Madagaskar) ist ein US-amerikanischer Biathlet.
Dan Westover ist Soldat und lebt in Colchester. Er begann 1992 mit dem Biathlonsport. Er gab sein Debüt im Biathlon-Weltcup 1996 in Antholz, wo er bei einem Einzel den 58. Platz belegte. Erste internationale Meisterschaften wurden die Biathlon-Weltmeisterschaften 1996 in Ruhpolding, bei der Westover 71. des Einzels und mit Curt Schreiner, Robert Rosser und Chad Salmela 21. im Staffelrennen wurde. Höhepunkt der Karriere wurden die Olympischen Winterspiele 1998 von Nagano. Bei den Wettbewerben auf den Strecken von Nozawa Onsen kam Westover zu zwei Einsätzen: im Sprint wurde er 49., mit Jay Hakkinen, Andrew Erickson und Rosser im Staffelrennen 17. Nach den Spielen erreichte er mit Platz 39 in einem Einzel in Hochfilzen sein bestes Resultat im Weltcup. Nach der Saison kam er zu keinen weiteren Einsätzen auf höchster Ebene. Nach der Jahrtausendwende kam er noch zu mehreren Einsätzen bei Militär-Skiweltmeisterschaften. 2001 wurde Westover in Jericho 71. des Sprints, 2002 in Kranjska Gora 56. über 15 Kilometer Freistil im Skilanglauf. Auf nordamerikanischer Ebene nahm er weiterhin in Rennen teil und wurde beispielsweise in der Gesamtwertung der Saison 2009/10 des Biathlon-NorAm-Cups 23.

## Weltcup-Platzierungen
Die Tabelle zeigt alle Platzierungen (je nach Austragungsjahr einschließlich Olympische Spiele und Weltmeisterschaften).
- 1.–3. Platz: Anzahl der Podiumsplatzierungen
- Top 10: Anzahl der Platzierungen unter den ersten zehn (einschließlich Podium)
- Punkteränge: Anzahl der Platzierungen innerhalb der Punkteränge (einschließlich Podium und Top 10)
- Starts: Anzahl gelaufener Rennen in der jeweiligen Disziplin

| Platzierung                                                                             | Einzel | Sprint | Verfolgung | Massenstart | Team | Staffel | Gesamt |
| --------------------------------------------------------------------------------------- | ------ | ------ | ---------- | ----------- | ---- | ------- | ------ |
| 1. Platz                                                                                |        |        |            |             |      |         |        |
| 2. Platz                                                                                |        |        |            |             |      |         |        |
| 3. Platz                                                                                |        |        |            |             |      |         |        |
| Top 10                                                                                  |        |        |            |             |      |         |        |
| Punkteränge                                                                             |        |        |            |             |      | 6       | 6      |
| Starts                                                                                  | 15     | 19     |            |             |      | 7       | 41     |
| Stand: Karriereende, einschließlich WM und Olympia, Daten möglicherweise nicht komplett |        |        |            |             |      |         |        |